# Austrijsko-hrvatski odnosi
|                    |                    |
| Republika Hrvatska | Republika Austrija |

Austrijsko-hrvatski odnosi odnose se na međudržavne odnose između Austrije i Hrvatske.

## Hrvati u Austriji
Jedno od najstarijih hrvatskih društava u Austriji bilo je „Bečansko hrvatsko društvo” (1922.–1927.) koje je okupljalo gradišćanske Hrvate koji su djelovali u Beču. Zbog burnih političkih događaja društvo se gasi 1927. godine te gradišćanski Hrvati osnivaju novo „Hrvatsko društvo u Beču” (1930.) Godine 1934. osnovano je „Hrvatsko gradišćansko kulturno društvo u Beču”.
Godine 1944. u Beču je osnovan Hrvatski crveni križ koji je rješavao poslove vezane uz probleme hrvatskih iseljenika.
Krajem Drugog svjetskog rata na području Austrije su se nalazili hrvatski svećenici koji su imali veliku ulogu u zbrinjavanju i pomaganju doseljenika iz Hrvatske i Bosne i Hercegovine. Oni su organizirali prva dušobrižnička središta u Beču, Salzburgu i Linzu. Od 1946. do 1949. vrhovni dušobrižnik kojega je imenovala Sveta Stolica bio je slovenski svećenik Jože Jagodič. Godine 1960. u Beču je osnovan Hrvatski dušobrižnički centar.
Godine 1957. osnovano je „Hrvatsko udruženje Velebit”. Cilj društva bilo je uspostavljanje zajednice iseljenika, društveno i karitativno djelovanje. Kasnije su osnovani ogranci društva „Hrvatski sveučilištarci”, „Caritas Croata” i „Hrvatska žena” kako bi pružali pomoć za hrvatske izbjeglice u prihvatnim kampovima. Društvo je bilo ugašeno zbog, navodno, fašističkih istupa nekih članova društva što je Ustavni sud Republike Austrije poništio. Godine 1963. društvo je ugašeno.
Godine 1948. osnovano je Hrvatsko akademsko društvo. Godine 1971. u Beču je osnovano Hrvatsko studentsko i kulturno društvo „Kotromanić”. Društvo je pod pritiscima UDBA-e ugašeno 1972. godine.
Godine 1990. osnovana je Austrijsko-hrvatska zajednica za kulturu i šport.

### Članci
- Herceg, Emanuela. 2023. Književne večeri hrvatskoga društva Kotromanić u Beču. Kroatologija. Sveučilište u Zagrebu – Fakultet hrvatskih studija. Zagreb. 14 (2): 91–103